# خوان أيشلبيرغر
خوان أيشلبيرغر (بالإنجليزية: Juan Eichelberger)‏ هو لاعب كرة قاعدة أمريكي، ولد في 21 أكتوبر 1953 في سانت لويس في الولايات المتحدة.

## وصلات خارجية
- خوان أيشلبيرغر على موقع دوري كرة القاعدة الرئيسي (الإنجليزية)
- خوان أيشلبيرغر على موقع الدوري الياباني لكرة القاعدة (الإنجليزية)
- خوان أيشلبيرغر على موقعبيزبول رفرنس.كوم (الدوري الرئيسي) (الإنجليزية)
- خوان أيشلبيرغر على موقعبيزبول رفرنس.كوم (الدوري الثانوي) (الإنجليزية)
- خوان أيشلبيرغر على موقع مشجعي الرسوم البيانية (الإنجليزية)